# Сантіагу-де-Ріба-Ул
Сантіагу-де-Ріба-Ул (порт. Santiago de Riba-Ul; МФА: [sɐ̃.ti.ˈa.gu dɨ ˈʁi.bɐ-ˈuɫ]) — парафія в Португалії, у муніципалітеті Олівейра-де-Аземейш. Розташована в західній частині країни, на теренах історичної португальської провінції Бейра. Входить до складу округу Авейру. За адміністративним поділом, чинним до 1976 року, терени парафії були складовою провінції Берегова Бейра. Належить до Авейрівської діоцезії Католицької церкви. Патрон — святий Яків. Площа — 6,1000 км². Населення — 3944 ос. (2011). Середньо урбанізований регіон. Густота населення — 646,56 осіб/км²
. Код — 011314.

## Населення
| Кількість мешканців | Кількість мешканців | Кількість мешканців | Кількість мешканців | Кількість мешканців | Кількість мешканців | Кількість мешканців | Кількість мешканців | Кількість мешканців | Кількість мешканців | Кількість мешканців | Кількість мешканців | Кількість мешканців | Кількість мешканців | Кількість мешканців |
| ------------------- | ------------------- | ------------------- | ------------------- | ------------------- | ------------------- | ------------------- | ------------------- | ------------------- | ------------------- | ------------------- | ------------------- | ------------------- | ------------------- | ------------------- |
| 1864                | 1878                | 1890                | 1900                | 1911                | 1920                | 1930                | 1940                | 1950                | 1960                | 1970                | 1981                | 1991                | 2001                | 2011                |
| 1.198               | 1.339               | 1.458               | 1.362               | 1.553               | 1.532               | 1.390               | 1.787               | 2.023               | 2.421               | 2.824               | 3.379               | 3.585               | 4.126               | 3.944               |